# Премия Роберта Штольца
Пре́мия и́мени Ро́берта Што́льца — награда международной филателистической ассоциации Philatelic Music Circle (PMC), присуждавшаяся в 1980—1997 годах художникам за лучшую почтовую марку предыдущего года по музыкальной тематике. Премия была учреждена в честь австрийского композитора, дирижёра и филателиста Роберта Штольца (нем. Robert Elisabeth Stolz; 1880—1975).

## История
Композитор Роберт Штольц серьёзно увлекался филателией. В 1979 году вдова композитора Айнци Штольц (Einzi Stolz), предложила президенту PMC Айрин Лоуфорд (англ. Irene Lawford) учредить ежегодную премию имени Роберта Штольца, которая присуждалась бы членам PMC за победу на филателистических выставках. Однако, поскольку PMC уже имела ряд наград, присуждаемых за выставки, Айрин выступила с новым предложением — присуждать эту премию художнику за лучшую марку музыкальной тематики, выпущенную в мире в предыдущем году.
Первое награждение состоялось в 1980 году, когда праздновался столетний юбилей композитора. Лучшую марку определяло международное жюри под председательством скрипача Иегуди Менухина. Премия присуждалась до 1997 года. В 2001 году была учреждена новая премия за лучшую марку музыкальной тематики — премия имени Иегуди Менухина.

## Лауреаты премии
- 1980 — Дженифер М. Тумбс (Jennifer Toombs) — марка Сент-Винсента 1979 года «Рождество»  (Sc #587—592)
- 1981 — Жан Пикар Ле Ду (фр. Jean Picart le Doux) — марка Франции 1980 года «Памяти Баха»  (Mi #2220; Sc #1691)
- 1982 — Эжен Лакак (Eugène Lacaque) — марки Монако 1981 года «Вольфганг Амадей Моцарт»  (Mi #1470—1472; Sc #1275—1277)
- 1983 — Адальберт Пильх (нем. Adalbert Pilch) — марка Австрии 1982 года «Выставка „Гайдн и его время“»  (Mi #1704; Sc #1210)
- 1984 — Чеслав Сланя — марки Швеции 1983 года «Музыка в Швеции»  (Mi #1253—1257; Sc #1473a—e)
- 1985 — Манфред Готшалль (Manfred Gottschall) — почтовый блок ГДР 1984 года «75 лет со дня рождения Феликса Мендельсона Бартольди»  (Mi #2852; Sc #2393)
- 1986 — Пьеретт Ламбер (фр. Pierrette Lambert) — марка Монако 1985 года «И. С. Бах и Г. Ф. Гендель»  (Mi #1726; Sc #1499)
- 1987 — Роберт Фримен (англ. Robert Freeman) — марки Новой Зеландии 1986 года «Музыка Новой Зеландии»  (Sc #857—860)
- 1988 — Пьеретт Ламбер — марка Монако 1987 года «Гектор Берлиоз»  (Mi #1840; Sc #1604)
- 1989 — Макс и Эйген Ленц (Max & Eugen Lenz) — марки Швейцарии 1988 года «Миннезингеры»  (Mi #1372—1375; Sc #B542—B545)
- 1990 — Фридль Вейс-Лампель (Friedl Weyß-Lampel) — марка Австрии 1989 года «125-летие со дня рождения Рихарда Штрауса»  (Mi #1961; Sc #1463)
- 1991 — Desiré Roegiest — марка Бельгии 1990 года «Л. Бетховен и Эгмонт»  (Mi #2440; Sc #B1093)
- 1992 — Йоахим Рис (нем. Joachim Rieß) — почтовый блок Германии 1991 года «200 лет со дня смерти Вольфганга Амадея Моцарта»  (Mi #1571; Sc #1691)
- 1993 — Отто Штефферл (Otto Stefferl) — почтовый блок Австрии 1992 года «150 лет Венскому филармоническому оркестру»  (Mi #2054; Sc #1560)
- 1994 — Сверре Моркен (норв. Sverre Morken) — марки Норвегии 1993 года «150 лет со дня рождения Эдварда Грига»  (Mi #1125—1126; Sc #1038—1039)
- 1995 — награждение не производилось
- 1996 — Н. и М. Эшель (N. & M. Eshel) — марки Израиля 1995 года «Арнольд Шёнберг и Дариюс Мийо»  (Sc #1225—1226)
- 1997 — Мартин Бэйли (англ. Martin Bailey) — марки Новой Зеландии 1996 года «150-летие Новозеландского симфонического оркестра»  (Sc #1372—1373)

| Примеры почтовых миниатюр, за которые присуждалась Премия Роберта Штольца | Примеры почтовых миниатюр, за которые присуждалась Премия Роберта Штольца |
| ------------------------------------------------------------------------- | ------------------------------------------------------------------------- |
|                                                                           |                                                                           |